# № 1 (фрегат, 1779)
№ 1 — парусный фрегат Каспийской флотилии Российской империи, один из трёх фрегатов типа «Номерной», участник гидрографических исследований берегов Каспийского моря.

## Описание судна
Парусный деревянный фрегат типа «Номерной», одно из трёх судов этого типа. Длина судна по сведениям из различных источников могла составлять от 14,63 до 29,9 метра, ширина от 7,9 до 7,92 метра, глубина интрюма 2,4—2,44 метра, а осадка 2,7 метра. Вооружение судна составляли 20 орудий.
Проект фрегатов оказался неудачным, все суда имели дифферент на нос, внутренние помещения их были тесными, а пушечные порты располагались настолько низко, что не могли быть открыты даже при слабом волнении. В связи с проблемой с портами у фрегатов пришлось снять фальшкили для уменьшения осадки. Все три фрегата были построены из сырого леса, в связи с чем срок их службы оказался недолгим.

## История службы
Фрегат № 1 был заложен в 1778 году на стапелях Казанской верфи и после спуска на воду в 1779 году вошёл в состав Каспийской флотилии России. Имени и звания корабельного мастера, построившего судно, не сохранилось. В том же году в составе отряда под общим командованием капитан-лейтенанта Н. И. Баскакова был переведён по Волге с верфи в Астрахань.
С 1781 по 1783 год выходил в плавания в Каспийское море в составе отряда под общим командованием капитана 2-го ранга графа М. И. Войновича и принимал участие в съёмке берегов Апшеронского полуострова, Астрабадского залива, Бакинской и Красноводской бухт. В 1782 и 1783 годах оставался на зимовку в Астрабадском заливе, а 20 (31) октября 1783 года вернулся в Астрахань.
По окончании службы фрегат № 1 был разобран в Астрахани, по одним данным в 1786 году, по другим — в 1789 году.

## Командиры фрегата
Командирами фрегата № 1 в разное время служили:
- капитан-лейтенант Н. И. Баскаков (1779 год)[7];
- капитан-лейтенант А. И. Денисов (1781—1782 годы)[комм. 6][8];
- капитан 2-го ранга Н. И. Баскаков (1782—1783 годы)[7];
- лейтенант О. И. Лялин (1783 год)[комм. 6][9].

### Комментарии
1. ↑  Два других фрегата соответственно носили наименования № 2 и № 3.
2. ↑  48 футов.
3. ↑  26 футов.
4. ↑  8 футов.
5. ↑  Помимо фрегата в отряд входили гукор и бот.
6. 1 2  По другим данным в эти годы командовал фрегатом № 3.